# 恩斯特·阿贝

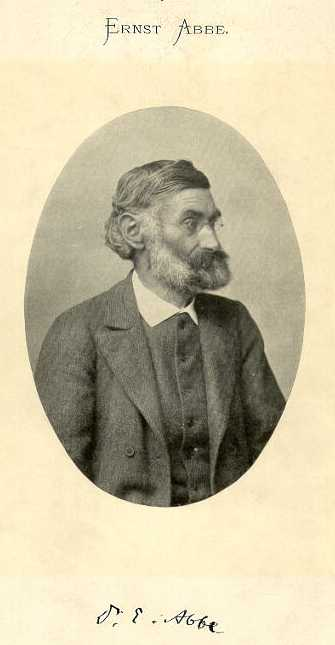
恩斯特·阿贝(1840-1905)

恩斯特·卡爾·阿贝（德語：Ernst Karl Abbe，1840年1月23日—1905年1月14日），德国物理学家、光学家、企業家。

## 生平
1840年出生于德国埃森纳赫。由於有他父親的雇主的支持，恩斯特·阿貝能夠接受中等教育，並取得了大學入學資格，一般來說那是需要相當好的成績。當他離開學校時，他的科學天份與堅強的意志力是明顯的。儘管家裡的經濟不是很好，恩斯特·阿貝的父親還是決定支持他在耶拿大学(1857–1859)和哥廷根大學(1859–1861)的研究。在他是學生的期間，他當了家教以改善收入。他父親的雇主持續的在資助他。1861年3月23日他取得哥廷根大學博士。1863年8月8日他在耶拿大学成為了一個合格的講師。1870年任耶拿大学物理学教授。1878年任耶拿天文台主任。后来恩斯特·阿贝加入蔡司公司从事显微镜的设计和研究，对显微镜理论有重要的贡献，因此成为卡尔·蔡司的合作人。恩斯特·阿贝对光学玻璃有奠基的研究。1884年，恩斯特·阿贝和奥托·肖特在耶拿创建肖特玻璃厂。1886年恩斯特·阿贝聘请光学设计家保罗·儒道夫为光学设计部主任。
1888年，卡爾·蔡司逝世，恩斯特·阿贝成为了蔡司公司的東主。1905年恩斯特·阿贝在耶拿逝世，終年64歲。
除了在光學的貢獻，恩斯特·阿贝有感當時工人所受的刻苦待遇，便在蔡司公司推行每天工作8小時、有薪假期、有薪病假、退休金等制度，成為現代僱員保障制度的先導者。

## 榮譽
為紀念恩斯特·阿贝在光學的貢獻，月球上有一個环形山以他來命名。

## 参看
- 阿贝正弦条件
- 阿贝显微镜成像理论
- 阿贝数
- 阿贝图
- 阿贝无畸变目镜
- 阿贝环形山（以恩斯特·阿贝的名字命名的月球环形山）
- 紀念恩斯特·阿贝而發行的郵票 （页面存档备份，存于）